# 宜蘭縣立羅東國民中學
宜蘭縣立羅東國民中學，簡稱羅東國中，創立於日本昭和19年（1944年）2月，是中華民國宜蘭縣羅東鎮的一所中學。現今有59個班級，1560位學生。

## 歷史
羅東國中前身為「羅東農業實踐女學校」，創設於昭和19年（1944年）2月，日本人山田金城擔任校長。借用「臺北州立羅東曙國民學校」（今成功國小）的部分校舍，召收學生林素英等88名，分兩班上課。台灣光復後，民國35年（1946年）3月，改稱「羅東女子家政學校」。同年4月23日，更名「臺北縣立羅東初級中學」，接收日人小學為校址（今羅東國中校址），並增招男性學生。民國39年（1950年）9月升格為完全中學，10月宜蘭設縣後，改稱「宜蘭縣立羅東中學」。民國57年（1968年）臺灣實施九年國民義務教育，羅東中學一分為二：高中部另遷他址；國中部則留在原校址，改名為「宜蘭縣立羅東國民中學」。
羅東國中原有蘇澳（1953年設立）、三星（1956年設立）、冬山（1956年設立）、五結（1956年設立）、羅東（東光）（1957年設立）、羅東（國華）（1963年設立）、順安（1963年設立）等分校，後來皆獨立建校。

## 近期重要事件
- 民國109年（2020年）11月9日，羅東國中張姓女學生離校後在民生市場墜樓身亡。[2]
- 民國110年（2021年）11月23日，羅東國中等五所國中小學共有44名學生出現疑似食物中毒症狀，緊急就醫。[3]
- 民國111年（2022年）3月30日，羅東國中傳出有2名代課教師確診新冠肺炎，該校針對1700名師生全面篩檢，並自3月31日起預防性停課10天。[4]

## 學區

##### 羅東鎮
- 羅東鎮集祥里、信義里、竹林里、樹林里、仁愛里、大新里、公正里
- 開明里（11-17鄰）
- 東安里（2-4、7、11、13、15、16、18鄰與東光國中為共同學區）
- 新群里（1-7、14、15、17鄰）。[5]

##### 三星鄉
- 大洲村、尾塹村（與三星國中為共同學區）

## 校長

### 日治時期
日治時期歷任校長如下：
- 山田金城：1944年2月－1945年5月

### 民國時期
縣立初級中學時期校長如下：
- 藍金鐘：1945年6月－1946年6月
- 林其祥：1945年4月－1945年10月
- 陳欽波：1946年10月－1947年5月
- 吳祖型：1947年5月－1948年10月

縣立完全中學時期校長如下：
- 司兆鵬：1948年10月－1949年8月
- 吳祖型：1949年8月－1954年5月
- 葉達光：1954年5月－1957年8月
- 褚承志：1957年8月－1968年8月

縣立國民中學時期校長如下：
- 吳顯祺：1968年8月－1975年8月
- 林宏草：1975年8月－1986年8月
- 陳日春：1986年8月－1990年9月
- 蔣錫勳：1990年9月－1998年7月
- 王興富：1998年8月－2002年7月
- 陳正吉：2002年8月－2009年7月
- 張炎輝：2009年8月－2017年7月
- 沈如富：2017年8月－2023年8月
- 李苑翠：2023年8月－現任

## 外部連結
- 羅東國中官方網站 （页面存档备份，存于）